# Fdesouche
Cet article possède un paronyme, voir Français de souche.
Fdesouche est un site web d'extrême droite créé en 2005. Il se présente comme une revue de presse identitaire de langue française. Le site est lancé sous la forme d'un blog sous le nom de François Desouche et devient, en 2006, Fdesouche, un site agrégateur d'actualités.
Le site est critiqué pour publier de fausses informations et se livrer à de la désinformation. Il fait une sélection partiale des articles qu'il relaie, qui appuient des thèses de l'extrême droite (xénophobie, islamophobie), en misant sur une apparente objectivité et un effet de masse. Fdesouche est qualifié de « très influent » et considéré comme l'un des sites d'extrême droite les plus fréquentés.

## Le site

### Historique
En 2005, avant l'émergence des réseaux sociaux, le site est lancé sous la forme d'un blog individuel sur la plate-forme Hautetfort racontant la vie d'un « Français de souche » à Paris.
En 2006, le site, devenu Fdesouche.com, se tourne vers une vision plus large de l'actualité politique. Ainsi, il constitue depuis cette date, et avec l'aide de ses lecteurs, une revue de presse du Web et d'émissions télévisées consacrée aux questions d'« identité, [d']immigration et [d']idéologie multiculturelle ». Il a fait de la vidéo l'une de ses formes majeures de diffusion de l'information, en s'appuyant sur des sites comme YouTube, Dailymotion et Rutube.
Il fait partie des sites Internet ayant hébergé la vidéo de l'agression (happy slapping) d'un professeur à Porcheville en avril 2006. Il s'est également fait connaître en diffusant la bande vidéo d'un vol, accompagné de violences et d'insultes francophobes, survenu en décembre 2008 dans un bus de nuit,. En outre, Pierre Sautarel est l'un des premiers à diffuser les vidéos des violentes émeutes de Dijon en juin 2020.
Le site est principalement une sélection d'articles, d'extraits de reportages ou de documentaires empruntés à des médias généralistes. L'immigration et l'islam font partie des thèmes majeurs du blog.
Interrogée par Rue89, Marine Le Pen déclare être une lectrice régulière du site Fdesouche, ainsi qu'Élisabeth Lévy.

### Positionnement politique
Le blog Fdesouche s'inscrit dans la mouvance identitaire. Pour l'émission de critique des médias Arrêt sur images, « ce blog est en ce moment l'un des principaux fournisseurs d'argumentaires d'extrême droite qui essaiment dans les forums les plus variés du Net ».
En 2010, il est qualifié de « très influent et très fréquenté site d'extrême droite » par Arrêt sur images, de « premier blog politique en France » en 2012 par Le Figaro et de « navire amiral de la réacosphère » par Les Inrockuptibles.
Le site se livre régulièrement à la désinformation,,,. Il fait une sélection partiale des articles qu'il relaie, qui appuient des thèses de l'extrême droite (xénophobie, islamophobie), en misant sur une apparente objectivité et un effet de masse,,.
En 2015, Le Figaro estime que Fdesouche est l'un des « centres de gravité de la fachosphère ». En 2016, selon L'Express, Fdesouche est « de loin » le plus influent des sites d'extrême droite de la « fachosphère ».

### Pierre Sautarel
Selon Les Inrockuptibles en 2012, le directeur de publication présumé, ou l'un de ses principaux collaborateurs, est Pierre Joris Sautarel. Selon les mentions légales de François Desouche, le site est détenu par un Indien dénommé Tilak Raj, considéré comme un prête-nom par le magazine.
Le créateur du blog a choisi de garder l'anonymat et de faire héberger alternativement au Canada, aux États-Unis et en Suède. Le site web d'actualité Le Post, dans une enquête d'octobre 2009, affirme l'existence de liens entre le site et des personnalités d'extrême droite. Il est supposé que le créateur du site est Joris (ou Pierre) Sautarel,.
Le 15 avril 2017, Le Monde publie un portrait de Pierre Sautarel dépeint comme « l'identitaire monomaniaque derrière Fdesouche ». Pierre Sautarel affirme avoir grandi entre le quartier des Buttes-Chaumont (19e arrondissement de Paris) et Les Mureaux (Yvelines). Il est le fils d'un « couple soixante-huitard et bohème », un photographe et une documentaliste travaillant dans des laboratoires de recherche et sympathisante de gauche (elle est chargée de presse entre 1984 et 1985 de René Souchon, secrétaire d'État à l'Agriculture et membre du Parti socialiste). Il raconte avoir subi plusieurs agressions à l'âge de 10-12 ans et s'être fait réprimander par ses parents après leur avoir dit que ses agresseurs étaient « encore des arabes ». Quelque temps plus tard, sa mère l'envoie en discuter avec une amie, Nonna Mayer, politologue et spécialiste du Front national (FN). Il apprend les rudiments d'Internet dans les années 1990 et arrête les études d'histoire qu'il avait commencées après avoir obtenu son baccalauréat, se consacrant au militantisme web, créant par exemple le site Internet de la fédération FN des Yvelines.
Au début des années 2000, il tient un blog sur sa vie de Parisien, y critiquant notamment l'immigration. Devenu depuis animateur principal du site François Desouche (passant du « journal intime » à une « revue de presse en temps réel des polémiques liées à l'immigration »), il affirme qu'une vingtaine de personnes alimentent la plate-forme. Il côtoie notamment Jean-Yves Le Gallou (en 2010, il mène une formation à Internet lors de ses Journées d'études de la réinformation), milite au Front national sous la présidence de Jean-Marie Le Pen et réalise le site de Bruno Mégret, qu'il avait rejoint après le schisme de 1998. Ancien webmestre du site du Front national, il est le suppléant de Marie d'Herbais, candidate de ce même parti aux élections législatives de 2007 dans la deuxième circonscription de Seine-et-Marne. Il est critiqué par certains cadres du FN mais Pierre Sautarel estime qu'« ils nous utilisent vachement », en reprenant les informations qui y sont diffusées. Vivant dans le village de Ternant, dans la Nièvre, il gagne sa vie en faisant de la veille Internet pour des entreprises et en vendant, via le site de commerce en ligne « Esprit de clocher », des tee-shirts de la marque « Bonne dégaine », imprimés de symboles (un coq gaulois, Vercingétorix ou encore Pepe la grenouille). Par ailleurs, il est mis en examen pour diffamation à la suite de plaintes de Pierre Bergé et du département de la Seine-Saint-Denis.

### Audience
En 2009, le site revendique environ 35 000 à 45 000 visiteurs uniques par jour. En février 2009, d'après les estimations du Mouvement contre le racisme et pour l'amitié entre les peuples (MRAP), le site serait plus fréquenté que ceux du Parti socialiste (PS) et de l'Union pour un mouvement populaire (UMP).
En février 2017, selon la société Médiamétrie, organisme de contrôle des audiences Internet, Fdesouche réunit 315 000 visiteurs, avec une augmentation de 53 % de lecteurs en un an. Libération indique en 2021 que le site atteint une audience de 8,3 millions de pages vues par mois.

## Critiques et controverses

### Publications et relais de fausses informations
Selon une étude du Monde, le site relaie un nombre significatif de fausses informations, se plaçant dans une liste des 16 sites « qui font circuler le plus de fausses infos ». L'outil Décodex du Monde note que « si la plupart des sources utilisées sont fiables, la présentation des faits par le site est souvent trompeuse. Il relaie également parfois des rumeurs non vérifiées, sur un ton interrogatif ». Plusieurs exemples sont donnés, notamment la reprise d'une fausse information sur Emmanuel Macron ou une fausse information du journal d'extrême droite Minute affirmant que 40 000 migrants dormiraient toutes les nuits à l'hôtel. Selon CrossCheck, un programme de vérification des faits, ils seraient environ 16 000.
Pour L'Humanité, Fdesouche fait partie des sites d'extrême droite surnommés « fachosphère » qui sont à « l'origine de — presque — toutes les fausses informations circulant sur la Toile ». Fdesouche, de même que d'autres sites d'extrême droite, relaie par exemple une fausse information vérifiée par AFP Factuel en mars 2020,.
Pour le Centre d'information et de documentation jeunesse (CIDJ), « un journal ou site d'information digne de ce nom est alimenté par des journalistes, à l'inverse de supports comme Fdesouche qui est en réalité un blog alimenté par des contributeurs anonymes », qui fournit des informations trompeuses.

### Détournement d'information à des fins politiques
Selon Acrimed, « la recette éditoriale de Fdesouche repose en grande partie sur un détournement de faits divers qui scandent l'actualité dans les grands médias, et occulte toute information qui ne permet pas d'illustrer ses options idéologiques, ou servir d'appui à sa propagande politique ». Selon la chercheuse Stéphanie Lukasik, Fdesouche « en découpant l'information, n'en montrant qu'une partie (…) confisque au lecteur son esprit critique » et n'informe que dans un seul but : « appuyer son opinion et la diffuser ».

### Autres controverses
Le 21 octobre 2009, François Desouche est interviewé par le site d'informations Le Post selon lequel le blog est à l'origine de la polémique sur le livre de Frédéric Mitterrand, La Mauvaise Vie, au sujet de propos pédophiles tenus par Frédéric Mitterrand.
À l'automne 2021, la CNIL s'autosaisit après la découverte d'une liste intitulée « islamo-gauchistes », contenant des centaines de personnes, téléchargeable sur le site Fdesouche,. Des dizaines de personnes citées portent plainte.

## Affaires judiciaires

### Mise en examen du directeur de la publication pour diffamations publiques
Le site fait l'objet de deux plaintes : l'une de l'association France terre d'asile via son président Pierre Henry, et l'autre d'Arezki Dahmani, ancien professeur à l'université de Toulon.
Suspecté d'en être le directeur de publication, Pierre Sautarel est mis en examen le 1er février 2012 pour diffamation publique envers Pierre Henry. Marine Le Pen dénonce une « persécution judiciaire » contre Fdesouche. En mars 2012, il passe sous statut de témoin assisté dans l'affaire Dahmani.

### Plainte pour diffamation de Pierre Bergé
En juillet 2015, Pierre Sautarel est convoqué au commissariat et fait l'objet d'une perquisition pour avoir placé un lien vers un article diffamatoire à l'égard de Pierre Bergé dont l'avocat, Emmanuel Pierrat, précise que la simple présence d'un lien hypertexte « permet tout de même de le poursuivre comme s'il avait publié l'intégralité du texte ». Plusieurs élus du Front national expriment leur soutien sur les réseaux sociaux en détournant le slogan « Je suis Charlie ».